# Дински рејон
Дински рејон (рус. Динской район) административно-територијална је јединица другог нивоа и општински рејон смештен у централном делу Краснодарске покрајине, односно на југозападу европског дела Руске Федерације.
Административни центар рејона је станица Динскаја.
Према подацима националне статистичке службе Русије за 2017. на територији рејона живело је 141.442 становника или у просеку око 92,6 ст/км². По броју становника налази се на 5. месту међу административним јединицама Покрајине. Површина рејона је 1.362 км².

## Географија
Дински рејон се налази у централном делу Краснодарске покрајине, обухвата територију површине 1.361,96 км² и по том параметру налази се на 31. месту у Покрајини. Граничи се са Калињинским, Тимашјовским и Кореновским рејоном на северу, на истоку је Устлабински, и на западу Красноармејски рејон. На југу се граничи са Краснодарским градским округом и Републиком Адигејом. 
Рељефно то је једнолична степа Кубањско-приазовске низије испресецана бројним водотоцима и мањим ујезереним површинама. Иако на крајњем југу рејон избија на десну обалу реке Кубањ, ни једна од његових река не тече ка Кубању већ има супротан, углавном западни и северозападни правац кретања. У централном и источном делу рејона најважнија је река Кочети, лева притока Кирпилија, са својим бројним притокама, док је најзначајнији водоток у западном делу река Понура.

## Историја
Дински рејон је званично успостављен 31. децембраа 1934. као једна од административних јединица тадашњег Азовско-црноморског краја и првобитно се састојао од 4 сеоска совјета. Како се првобитно рејонско седиште налазило у станици Пластуновскаја и рејон је носио име Пластуновски. Већ у фебруару наредне године рејонско седиште је пренесено у станицу Динскају, али је старо име задржао све до маја 1961. када је преименован на садашњи назив. У саставу Краснодарског краја је од септембра 1937. године. 

## Демографија и административна подела
Према подацима са пописа становништва из 2010. на територији рејона живело је укупно 126.871 становника, док је према процени из 2017. ту живело 141.442 становника, или у просеку око 92,6 ст/км². По броју становника Дински рејон се налази на 5. месту у Покрајини и један је од ретких рејона који бележи константан популациони раст. 
| 1959.  | 1970.   | 1979.   | 1989.   | 2002.   | 2010.   | 2017.    |
| ------ | ------- | ------- | ------- | ------- | ------- | -------- |
| 45.685 | 122.813 | 108.913 | 105.485 | 119.833 | 126.871 | 141.442* |

Напомена:* Према процени националне статистичке службе. 
На територији рејона налази се укупно 27 насељених места административно подељених на 10 другостепених сеоских општина. Административни центар рејона и његово највеће насеље је станица Динскаја са око 35.000 становника. Већа насеља на тлу рејона су још и станице Новотитаровскаја (25.000), Васјуринскаја (13.400), Пластуновскаја (12.000), Старомишастовскаја (10.000), Нововеличковскаја (9.200), те полуурбано насеље Јужни (6.200 становника).

## Саобраћај
Дински рејон је једно од најважнијих саобраћајних подручја у Покрајини. Његову територију пресецају три железничка правца од националног значаја, али и аутопут М4 „Дон” који повезује Новоросијск и Краснодар са Москвом. Значајни друмски правци су и магистрале Краснодар−Јејск и Темрјук−Краснодар−Кропоткин. 
Преко његове територије пролазе и гасовод и нафтовод „Плави ток” којим се ова два енергента из подручја Каспијског језера транспортују ка црноморској обали. 